# Fuchshofen
Fuchshofen là một đô thị thuộc huyện Ahrweiler, bang Rheinland-Pfalz, phía tây nước Đức. Đô thị Fuchshofen có diện tích 2,84 km², dân số thời điểm ngày 31 tháng 12 năm 2006 là 97 người.